# Carex sempervirens
Espèce
Classification phylogénétique
Carex sempervirens, ou Laîche toujours verte, est une espèce de plantes du genre des carex et de la famille des cypéracées.